# Mosters kommun
Mosters kommun (norska: Moster kommune) var en kommun i Hordaland fylke i västra Norge. Kommunen omfattade den östra delen av nuvarande Bømlo kommun (området kring ön Moster och de östliga delarna av ön Bømlo). Tätorten Mosterhamn utgjorde kommunens centralort.

## Administrativ historik
Mosters kommun upprättades den 1 juli 1916 när den dåvarande kommunen Finnås delades i tre och kommunerna Bremnes, Bømlo och Moster bildades. Kommunen hade 1 316 invånare vid upprättandet.
Den 1 januari 1963 gick Mosters kommun, tillsammans med Bremnes kommun, upp i Bømlo kommun. Kommunens hade då 1 834 invånare.

## Befolkningsutveckling
| 1.7.1916 | 1.12.1920 | 1.12.1930 | 3.12.1946 | 1.1.1951 | 1.1.1961 | 1.1.1963 |
| -------- | --------- | --------- | --------- | -------- | -------- | -------- |
| 1316     | 1318      | 1474      | 1710      | 1736     | 1797     | 1834     |